# Шевельова (Байкаловський район)
Шевельо́ва (рос. Шевелёва) — присілок у складі Байкаловського району Свердловської області. Входить до складу Краснополянського сільського поселення.
Населення — 87 осіб (2010, 84 у 2002).
Національний склад населення станом на 2002 рік: росіяни — 98 %.